# Рожно-Парцеле
Рожно-Парцеле (пол. Rożno-Parcele) — село в Польщі, у гміні Александрув-Куявський Александровського повіту Куявсько-Поморського воєводства.
Населення — 850 осіб (2011).
У 1975-1998 роках село належало до Влоцлавського воєводства.

## Демографія
Демографічна структура станом на 31 березня 2011 року:
|          | Загалом | Допрацездатний вік | Працездатний вік | Постпрацездатний вік |
| -------- | ------- | ------------------ | ---------------- | -------------------- |
| Чоловіки | 398     | 97                 | 286              | 15                   |
| Жінки    | 452     | 115                | 281              | 56                   |
| Разом    | 850     | 212                | 567              | 71                   |